# 28e cérémonie des David di Donatello
La 28e cérémonie des David di Donatello s'est déroulée le 2 juillet 1983 au Circus Maximus. 

## Palmarès
- Meilleur film :
  - La Nuit de San Lorenzo
  - Colpire al cuore
  - La Nuit de Varennes

- Meilleur réalisateur :
  - les Frères Taviani pour La Nuit de San Lorenzo
  - Gianni Amelio pour Colpire al cuore
  - Ettore Scola pour La Nuit de Varennes

- Meilleur réalisateur débutant :
  - Francesco Laudadio pour Grog
  - Marco Risi pour Vado a vivere da solo
  - Cinzia TH Torrini pour Giocare d'azzardo
  - Roberto Benigni pour Tu mi turbi

- Meilleur scénariste :
  - Sergio Amidei et Ettore Scola pour La Nuit de Varennes
  - les Frères Taviani pour La Nuit de San Lorenzo
  - Gianni Amelio et Vincenzo Ceramipour pour Colpire al cuore

- Meilleur producteur :
  - Giuliano G. De Negri pour La Nuit de San Lorenzo
  - Renzo Rossellini pour La Nuit de Varennes
  - Carlo Cucchi et Silvia D'Amico Bendicò pour State buoni se potete

- Meilleure actrice :
  - Giuliana De Sio pour Io, Chiara e lo Scuro
  - Hanna Schygulla pour L'Histoire de Piera
  - Mariangela Melato pour Il buon soldato
  - Giuliana De Sio pour Sciopèn

- Meilleur acteur :
  - Francesco Nuti pour Io, Chiara e lo Scuro
  - Johnny Dorelli pour State buoni se potete
  - Marcello Mastroianni pour La Nuit de Varennes

- Meilleure actrice dans un second rôle :
  - Virna Lisi pour Sapore di mare ex æquo avec
  - Lina Polito pour Scusate il ritardo
  - Milena Vukotic pour Mes chers amis 2

- Meilleur acteur dans un second rôle :
  - Lello Arena pour Scusate il ritardo
  - Paolo Stoppa pour Mes chers amis 2
  - Tino Schirinzi pour Sciopèn

- Meilleure actrice débutante :
  - Federica Mastroianni pour State buoni se potete
  - Norma Martelli pour La Nuit de San Lorenzo
  - Tiziana Pini pour In viaggio con papà

- Meilleur acteur débutant :
  - Fausto Rossi pour Colpire al cuore
  - Marcello Lotti pour Io, Chiara e lo Scuro
  - Carlo De Matteis pour Sciopèn

- Meilleur directeur de la photographie :
  - Franco Di Giacomo pour La Nuit de San Lorenzo
  - Armando Nannuzzi pour La Nuit de Varennes
  - Carlo Di Palma pour Identification d'une femme

- Meilleur musicien :
  - Angelo Branduardi pour State buoni se potete
  - Nicola Piovani pour La Nuit de San Lorenzo
  - Armando Trovajoli pour La Nuit de Varennes

- Meilleur décorateur :
  - Dante Ferretti pour La Nuit de Varennes
  - Marco Ferreri pour L'Histoire de Piera
  - Gianni Sbarra pour La Nuit de San Lorenzo

- Meilleur créateur de costumes :
  - Gabriella Pescucci pour La Nuit de Varennes
  - Nicoletta Ercoli pour L'Histoire de Piera
  - Lucia Mirisola pour State buoni se potete
  - Lina Nerli Taviani pour La Nuit de San Lorenzo

- Meilleur monteur :
  - Roberto Perpignani pour La Nuit de San Lorenzo
  - Raimondo Crociani  pour La Nuit de Varennes
  - Ruggero Mastroianni pour Mes chers amis 2

- Meilleur film étranger :
  - Ghandi
  - Yol, la permission
  - Victor Victoria
  - Missing

- Meilleur réalisateur étranger :
  - Steven Spielberg pour E.T., l'extra-terrestre
  - Blake Edwards pour Victor Victoria
  - Costa-Gavras pour Missing

- Meilleur scénariste étranger :
  - Blake Edwards pour Victor Victoria
  - John Briley pour Ghandi
  - Costa-Gavras et Donald E. Stewart pour Missing

- Meilleur producteur étranger :
  - Richard Attenborough  pour Ghandi
  - Steven Spielberg et Kathleen Kennedy pour E.T., l'extra-terrestre
  - Guney Film et Cactus Film pour Yol, la permission

- Meilleure actrice étrangère :
  - Julie Andrews pour Victor Victoria
  - Sissy Spacek pour Missing
  - Jessica Lange pour Tootsie

- Meilleur acteur étranger :
  - Paul Newman pour Le Verdict
  - Jack Lemmon pour Missing
  - Dustin Hoffman pour Tootsie

- Premio Alitalia
  - les Frères Taviani

- David Luchino Visconti
  - Orson Welles

- David René Clair :
  - Manuel Gutiérrez Aragón

- David Europeo
  - Richard Attenborough

- David Special :
  - Marcello Mastroianni, pour l'ensemble de sa carrière
  - Hanna Schygulla, à sa présence prestigieuse dans le cinéma européen